# Lovec krokodýlů
Lovec krokodýlů (v anglickém originále The Crocodile Hunter) je australský dokumentární pořad provázený Stevem Irwinem a jeho manželkou Terri. První řada se vysílala na stanici Discovery Channel už v dubnu 1997 a okamžitě se stala populární. Až do roku 2004 tak vzniklo celkem šest sezón, dohromady s pětapadesáti díly, z nichž každý je dlouhý asi hodinu, a to i s reklamními přestávkami. Další řady se vysílaly především na televizní stanici Animal Planet.

## Popularita Steva Irwina
Seriál má také velký podíl na popularitě jejího moderátora Steva Irwina. Náhodou se potkal s producentem Johnem Staintonem, brzy se spřátelili a pod Staintonovým vedením začal seriál Lovec krokodýlů vznikat. Protože se celkově lišil od všech do té doby vyrobených přírodovědných pořadů (také díky Stevově odvážnému stylu prezentace), ihned si jej oblíbili televizní diváci z celého světa.

## Navazující pořady
Lovec krokodýlů byl velmi úspěšný a tak vzniklo i několik na něj navazujících pořadů: Seznamy krokodýlů (The Crocodile Hunter's Croc Files) z let 1999 až 2001, Zápisky lovce krokodýlů (The Crocodile Hunter Diaries) z let 2002 až 2004 a dokonce komediální televizní film (The Crocodile Hunter: Collison Course).